# Dougs första film
Dougs första film (engelska: Doug's 1st Movie) är en amerikansk tecknad långfilm från 1999. Den är baserad på Disneys version på tv-serien Doug av Nickelodeon.

## Rollista
- Tom McHugh – Doug Funnie
- Fred Newman – Skeeter Valentine
- Chris Phillips – Roger Klotz
- Constance Shulman – Patti Mayonnaise
- Becca Lish – Connie Benge
- Alice Playten – Beebe Bluff
- Doug Preis – Mr. Bluff
- Guy Hadley – Guy Grayham
- Doris Belack – Borgmästaren Tippy Dink
- Frank Welker – Herman Melville

## Svenska röster
- Anders Öjebo – Doug Funnie
- Nick Atkinson – Skeeter Valentine
- Mariam Wallentin – Patti Mayonnaise
- Monica Forsberg – Connie Benge/Borgmästare Tippy Dink
- Andreas Nilsson – Roger Klotz
- Sofie Lindberg – Beebe Bluff
- Stefan Berglund – Mr. Bluff
- Gustav Larsson – Guy Grayham
- Roger Storm – Bud Dink
- Johan Lindqvist – Herman Melville